# Provinca Independencia
Independencia (španska izgovarjava: [indepenˈdenθja]) je  provinca Dominikanske republike. Nahaja se na jugozahodu države, tik ob meji s Haitijem. Od province Baoruco se je odcepila leta 1950.  Njena prestolnica je mesto Jimaní.

## Občine in občinski okraji
Provinca je bila 20. junija 2006 razdeljena na naslednje občine in občinske okraje (D.M.-je):
- - Batey 8 (D.M.)
- Duvergé
  - Vengan a Ver (D.M.)
  - Puerto Escondido (D.M.)
- Jimaní
  - Boca de Cachón (D.M.)
  - El Limón (D.M.)
- La Descubierta
- Mella
  - La Colonia (D.M.)
- Postrer Río
  - Guayabal (D.M.)

Spodnja tabela prikazuje števila prebivalstev občin in občinskih okrajev iz popisa prebivalstva leta 2012. Mestno prebivalstvo vključuje prebivalce sedežev občin/občinskih okrajev, podeželsko prebivalstvo pa prebivalce okrožij (Secciones) in sosesk (Parajes) zunaj okrožij.
| Občina                 | Skupno prebivalstvo | Mestno prebivalstvo | Podeželsko prebivalstvo |
| ---------------------- | ------------------- | ------------------- | ----------------------- |
| Cristóbal              | 5,908               | 2,560               | 3,348                   |
| Duvergé                | 19,598              | 13,668              | 5,930                   |
| Jimaní                 | 13,992              | 7,096               | 6,896                   |
| La Descubierta         | 6,990               | 4,127               | 2,863                   |
| Mella                  | 3,008               | 2,220               | 7,88                    |
| Postrer Río            | 5,289               | 2,255               | 3,034                   |
| Provinca Independencia | 54,785              | 31,926              | 22,859                  |

Za celoten seznam občin in občinskih okrajev države, glej Seznam občin Dominikanske republike. 